# Rotationszahl
Die Rotationszahl ist eine Invariante von Selbstabbildungen des Kreises, die erstmals von Henri Poincaré 1885 in seinen Arbeiten zur Himmelsmechanik untersucht wurde. Homöomorphismen von Kreisen kommen dort als Poincaré-Abbildungen (return maps) 2-dimensionaler Flüsse vor und die Rotationszahl der Poincaré-Abbildung liefert Informationen über das Langzeitverhalten des 2-dimensionalen Flusses.

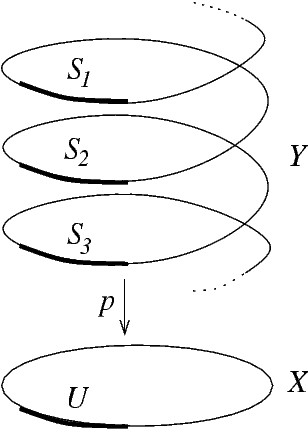
Überlagerung des Kreises durch die Zahlengerade. Jede stetige Abbildung kann zu einer stetigen Abbildung mit für alle hochgehoben werden.

## Definition
Es sei {\displaystyle f\colon S^{1}\to S^{1}} ein orientierungserhaltender Homöomorphismus des Kreises {\displaystyle S^{1}=\mathbb {R} /\mathbb {Z} } (vgl. Kreisgruppe). Dann gibt es eine Hochhebung von {\displaystyle f} zu einem Homöomorphismus {\displaystyle F\colon \mathbb {R} \to \mathbb {R} } der Zahlengerade mit
{\displaystyle F(x+m)=F(x)+m}
für jede reelle Zahl {\displaystyle x} und jede ganze Zahl {\displaystyle m}.
Die Rotationszahl von {\displaystyle f} ist mit Hilfe der Iteration von {\displaystyle F} definiert als:
{\displaystyle \omega (f)=\lim _{n\to \infty }{\frac {F^{n}(x)-x}{n}}}.
Henri Poincaré bewies, dass der Grenzwert existiert und nicht von der Wahl des Startpunktes {\displaystyle x} abhängt. 
Die Hochhebung {\displaystyle F} ist nur modulo ganzzahliger Verschiebungen eindeutig definiert, deshalb ist die Rotationszahl ein wohldefiniertes Element aus {\displaystyle \mathbb {R} /\mathbb {Z} }. Anschaulich misst sie den durchschnittlichen Drehwinkel entlang des Orbits von {\displaystyle f}.

## Beispiele

Drehungen des Kreises

- Wenn {\displaystyle f=R_{\alpha }} die Drehung um den Winkel {\displaystyle \alpha } ist, dann ist {\displaystyle \omega (f)={\tfrac {1}{2\pi }}\alpha }.
- Wenn {\displaystyle f} mindestens einen Fixpunkt hat, dann ist {\displaystyle \omega (f)=0}. Wenn {\displaystyle f} keine Fixpunkte hat, dann ist {\displaystyle \omega (f)\not =0}.
- {\displaystyle \omega (f)} ist rational genau dann, wenn {\displaystyle f} einen periodischen Punkt hat. Wenn {\displaystyle \omega (f)} eine rationale Zahl {\displaystyle {\tfrac {p}{q}}} ist, dann haben alle periodischen Punkte die Periode {\displaystyle q}.

## Eigenschaften
- Die Rotationszahl ist invariant unter Konjugation: wenn {\displaystyle h\colon S^{1}\to S^{1}} ein Homöomorphismus ist, dann ist {\displaystyle \omega (hfh^{-1})=\omega (f)}.
- Die Rotationszahl hängt stetig von {\displaystyle f} ab, d. h. wenn eine Folge {\displaystyle f_{n}} gleichmäßig gegen {\displaystyle f} konvergiert, dann konvergiert {\displaystyle \omega (f_{n})} gegen {\displaystyle \omega (f)}.

## Anwendungen
- Klassifikationssatz von Poincaré: Wenn {\displaystyle \omega (f)} irrational ist, dann gibt es einen monotone, stetige Abbildung {\displaystyle h} mit

{\displaystyle h\circ f=R_{\omega (f)}\circ h},
wobei {\displaystyle R_{\omega (f)}} die Drehung um den Winkel {\displaystyle \omega (f)} bezeichnet. {\displaystyle h} ist ein Homöomorphismus genau dann, wenn die Wirkung von {\displaystyle f} unter Iteration transitiv ist. Beispiele nichttransitiver Homöomorphismen mit irrationaler Rotationszahl wurden von Denjoy konstruiert.
- Wenn {\displaystyle \omega (f)} rational und {\displaystyle f} orientierungserhaltend ist, dann gibt es zwei mögliche Typen periodischer Orbiten:
  - Wenn {\displaystyle f} genau einen periodischen Orbit hat, dann ist jeder andere Punkt unter {\displaystyle f^{q}} heteroklin zu zwei Punkten auf dem periodischen Orbit.
  - Wenn {\displaystyle f} mehrere periodische Orbiten hat, dann ist jeder andere Punkt unter {\displaystyle f^{q}} heteroklin zu zwei Punkten auf unterschiedlichen periodischen Orbiten.

## Verallgemeinerungen
Es gibt verschiedene Verallgemeinerungen der Rotationszahl, die sich (einschließlich Poincarés klassischer Definition) alle in den folgenden Ansatz einordnen lassen.
Es sei {\displaystyle G} eine lokalkompakte topologische Gruppe und {\displaystyle \kappa \in {\widehat {H}}_{cb}^{2}(G,\mathbb {Z} )} eine beschränkte {\displaystyle \mathbb {Z} }-wertige Borel-Kohomologieklasse. Es sei {\displaystyle g\in G}. Weil die Einschränkung der entsprechenden reell-wertigen Kohomologieklasse {\displaystyle \kappa _{\mathbb {R} }\in {\widehat {H}}_{cb}^{2}(G,\mathbb {R} )} auf die Untergruppe {\displaystyle B:={\overline {\langle g\rangle }}\subset G} verschwindet, gibt es wegen der exakten Sequenz
{\displaystyle 0\to \operatorname {Hom} _{c}(B,\mathbb {R} /Z)\to {\widehat {H}}_{cb}^{2}(B,\mathbb {Z} )\to {\widehat {H}}_{cb}^{2}(B,\mathbb {R} )\to 0}
einen eindeutigen stetigen Homomorphismus {\displaystyle f\colon B\to \mathbb {R} /\mathbb {Z} } im Urbild von {\displaystyle \kappa }. Die Rotationszahl von {\displaystyle g} wird dann definiert als
{\displaystyle \operatorname {Rot} _{\kappa }(g):=f(g)}.
- Für {\displaystyle G=\operatorname {Homeo} ^{+}(S^{1})} und {\displaystyle \kappa =e} die Euler-Klasse erhält man die klassische Rotationszahl.[3]
- Für {\displaystyle G=\operatorname {Sp} (n,\mathbb {R} )} und {\displaystyle \kappa } das Bild von {\displaystyle u(k)=\det(k)^{2}} unter {\displaystyle \operatorname {Hom} _{c}(U(n),\mathbb {R} /Z)\to {\widehat {H}}_{cb}^{2}(U(n),\mathbb {Z} )={\widehat {H}}_{cb}^{2}(\operatorname {Sp} (2n,\mathbb {R} ),\mathbb {Z} )} erhält man die symplektische Rotationszahl.[4]
- Für die Automorphismengruppen symmetrischer Gebiete vom Tubentyp erhält man die Clerc-Koufany-Rotationszahl.[5]